# Monument de la Fidélité

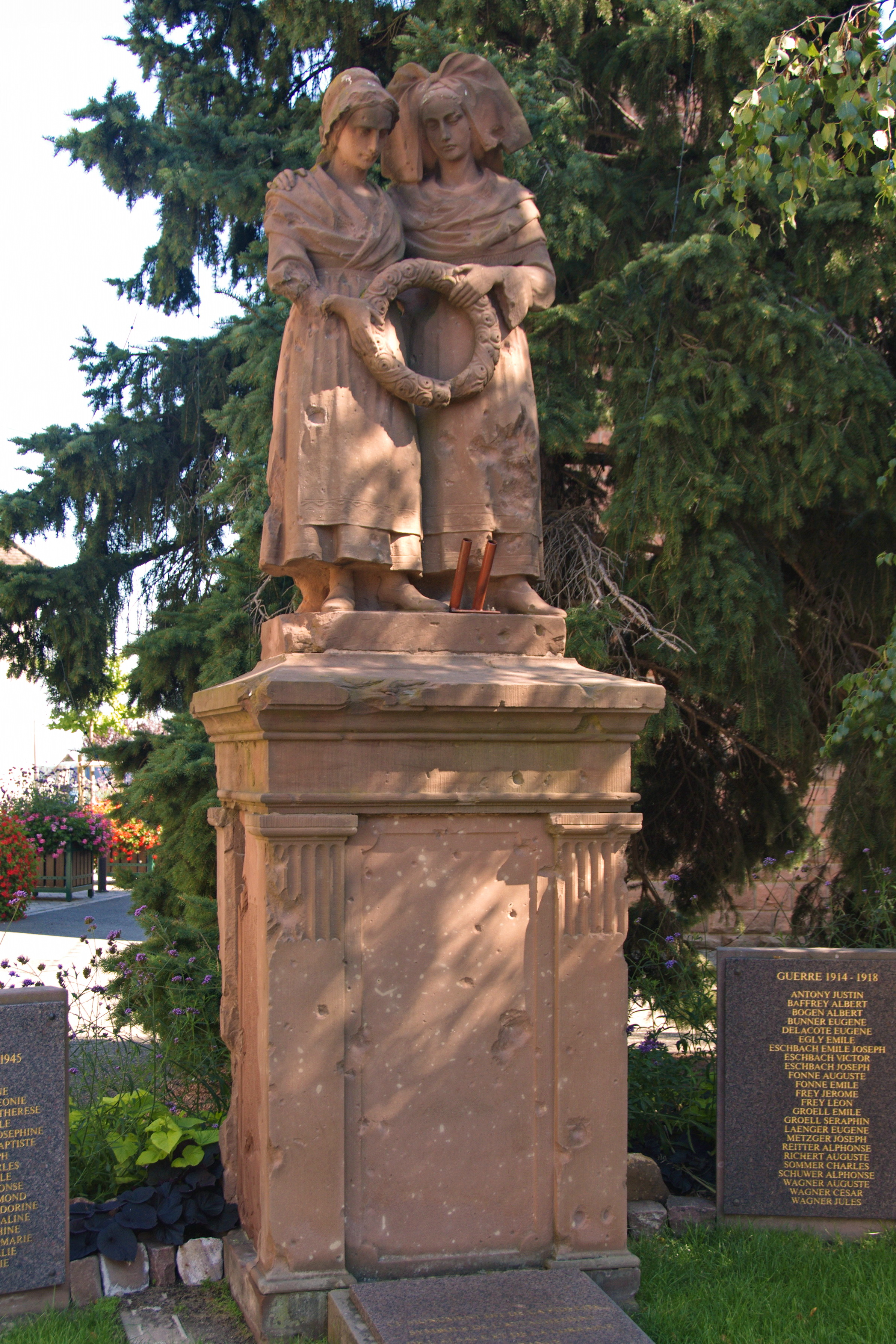
Gefallenendenkmal in Bennwihr

Das Monument de la Fidélité (Denkmal der Treue) in Bennwihr, einer französischen Gemeinde im Département Haut-Rhin in der Region Grand Est (bis 2015 Elsass), wurde 1924 errichtet. Das Kriegerdenkmal an der Place de la Mairie steht seit 1996 als Monument historique auf der Liste der Baudenkmäler in Frankreich.
Das Gefallenendenkmal aus Sandstein wurde von dem Bildhauer Charles Geiss aus Colmar geschaffen. Im Jahr 1944 wurde es beschädigt und später wieder ergänzt. Es erinnert an die Toten der Gemeinde im Ersten Weltkrieg und an die Treue zu den Gebieten im Elsass und in Lothringen, die von 1870 bis 1918 zum Deutschen Reich gehörten.
Das Elsass und Lothringen werden von zwei Frauen symbolisiert, die in traditioneller Kleidung dargestellt werden und gemeinsam einen Ehrenkranz halten.